# هيتومي كوريهارا
هيتومي كوريهارا (باليابانية: 栗原瞳؛ بالكانا: くりはら ひとみ) هي مؤدية صوت وممثلة يابانية، ولدت في 2 سبتمبر 1981 في إيباراكي في اليابان.

## وصلات خارجية
- هيتومي كوريهارا على موقع IMDb (الإنجليزية)
- هيتومي كوريهارا على موقع ميوزك برينز (الإنجليزية)
- هيتومي كوريهارا على موقع قاعدة بيانات الفيلم (الإنجليزية)